# IC 1084
IC 1084 — галактика типу E (еліптична галактика) у сузір'ї Терези.
Цей об'єкт міститься в оригінальній редакції індексного каталогу.